# Westerville, Ohio
Westerville là một thành phố thuộc quận Williams, tiểu bang Ohio, Hoa Kỳ. Năm 2010, dân số của thành phố này là 36120 người.

## Dân số
- Dân số năm 2000: 1790 người.
- Dân số năm 2010: 36120 người.